# توماس ووكر (ضابط)
توماس ووكر (بالإنجليزية: Thomas Walker)‏ هو ضابط أمريكي، ولد في 6 أغسطس 1919 في إدغارتاون في الولايات المتحدة، وتوفي في 6 مايو 2003.